# Julio Doldán
Julio Sebastián Doldán Zacarías (n. Asunción, Paraguay, 15 de octubre de 1993) es un futbolista paraguayo. Juega de delantero y actualmente juega como delantero en Nacional de la Primera División de Paraguay.

## Familia
Julio Sebastián vivió los primeros 5 años de su vida en Colombia donde su padre Julio Javier Doldán militara con éxito en el Deportes Tolima siendo goleador del torneo Primera B 1994. Su hermano mayor Diego Doldán, también es futbolista.

## Clubes
| Club                        | País     | Año             |
| --------------------------- | -------- | --------------- |
| Club General Díaz           | Paraguay | 2013-2019       |
| → Coquimbo Unido (cedido)   | Chile    | 2019            |
| Correcaminos UAT            | México   | 2020            |
| Tlaxcala Fútbol Club        | México   | 2020-2021       |
| 12 de Octubre Football Club | Paraguay | 2021-2022       |
| Club Nacional               | Paraguay | 2023-Actualidad |